# Polydesmus zelebori
Polydesmus zelebori är en mångfotingart som beskrevs av Jean-Henri Humbert och Henri Saussure 1870. Polydesmus zelebori ingår i släktet Polydesmus och familjen plattdubbelfotingar. Inga underarter finns listade i Catalogue of Life.